# 薛𨭉
薛𣁦（1474年—？），字全卿，直隸大名府魏縣人，民籍，明朝政治人物。

## 生平
順天府鄉試第八十四名舉人。弘治九年（1496年）中式丙辰科會試第二百五十九名，三甲第一百五十九名進士。正德八年由户部郎中升任淮安府知府。

## 家族
曾祖薛公；祖父薛嵩；父薛玉，母李氏。具庆下。兄斌。弟賦、赟、斒、㪱、彣。